# Rozhledny na Tyrų takas
Rozhledny na Tyrų takas, litevsky Tyrų takas apžvalgos bokštai, jsou dvě rozhledny na louce na konci turistické trasy Tyrų takas na pobřeži Kuršského zálivu Baltského moře v západní Litvě. Nachází se severozápadně od vesnice Klišiai a západně od vodního kanálu Vilhelmo kanalas v seniorátu Priekulė (Priekulės seniūnija) v okrese Klaipėda. Geograficky také patří do Klaipėdského kraje a Přímořské nížiny (Pajurio žemuma).

## Další informace
Rozhledny na Tyrų takas jsou dvě jednoduché nízké nezastřešené dřevěné příhradové stavby, které nabízí výhled na Kuršský záliv, kuršskou kosu a možnost pozorování ptáků. Výstup je možný po schodech se zábradlím. Vyhlídkové plošiny jsou ve výšce cca 3 m. Rozhledny jsou postaveny na podmáčené louce, kde se líhne vzácný stěhovavý pták rákosník ostřicový (Acrocephalus paludicola) a další ptáci.

## Galerie

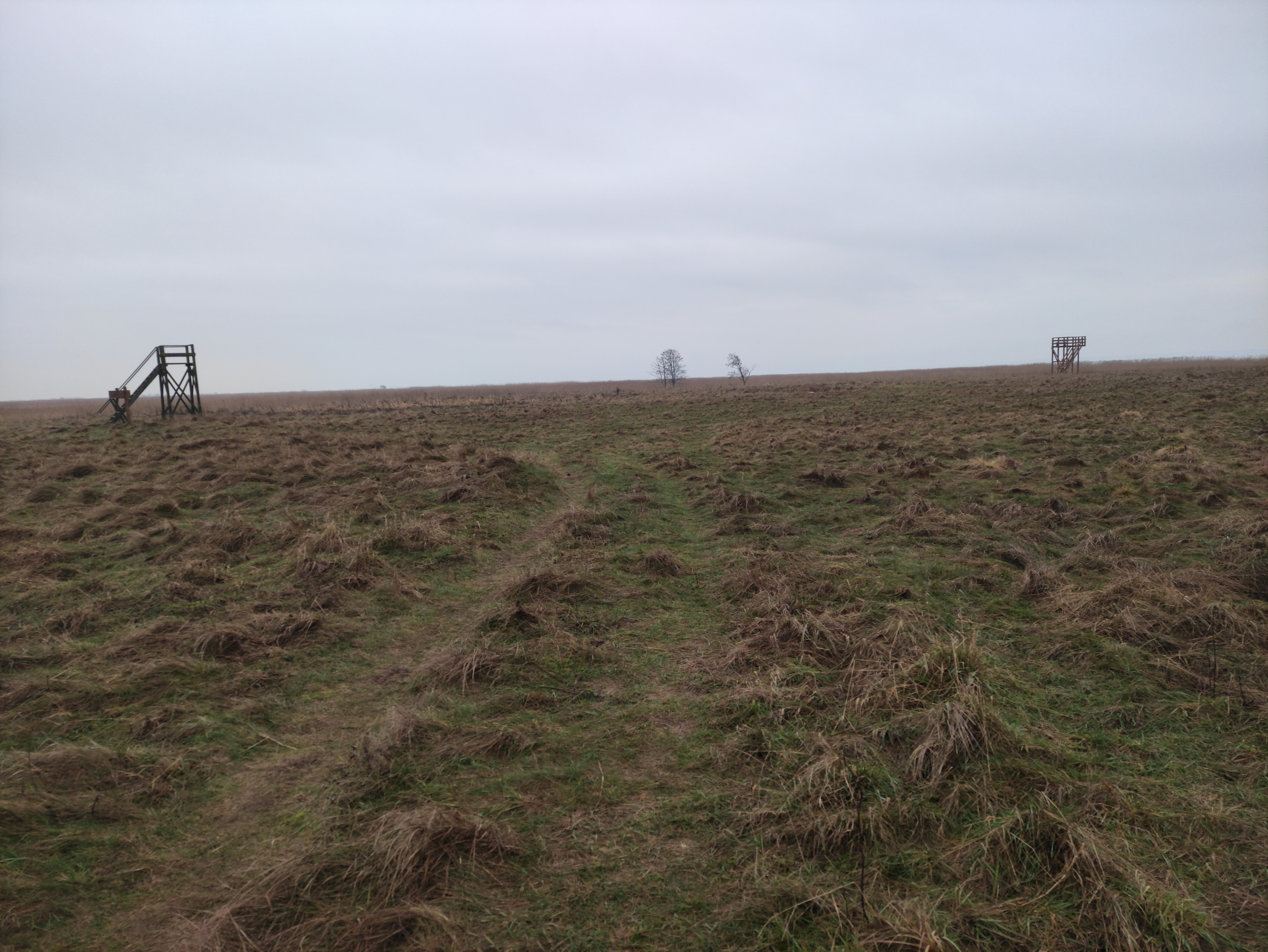
Umístění rozhleden v krajině
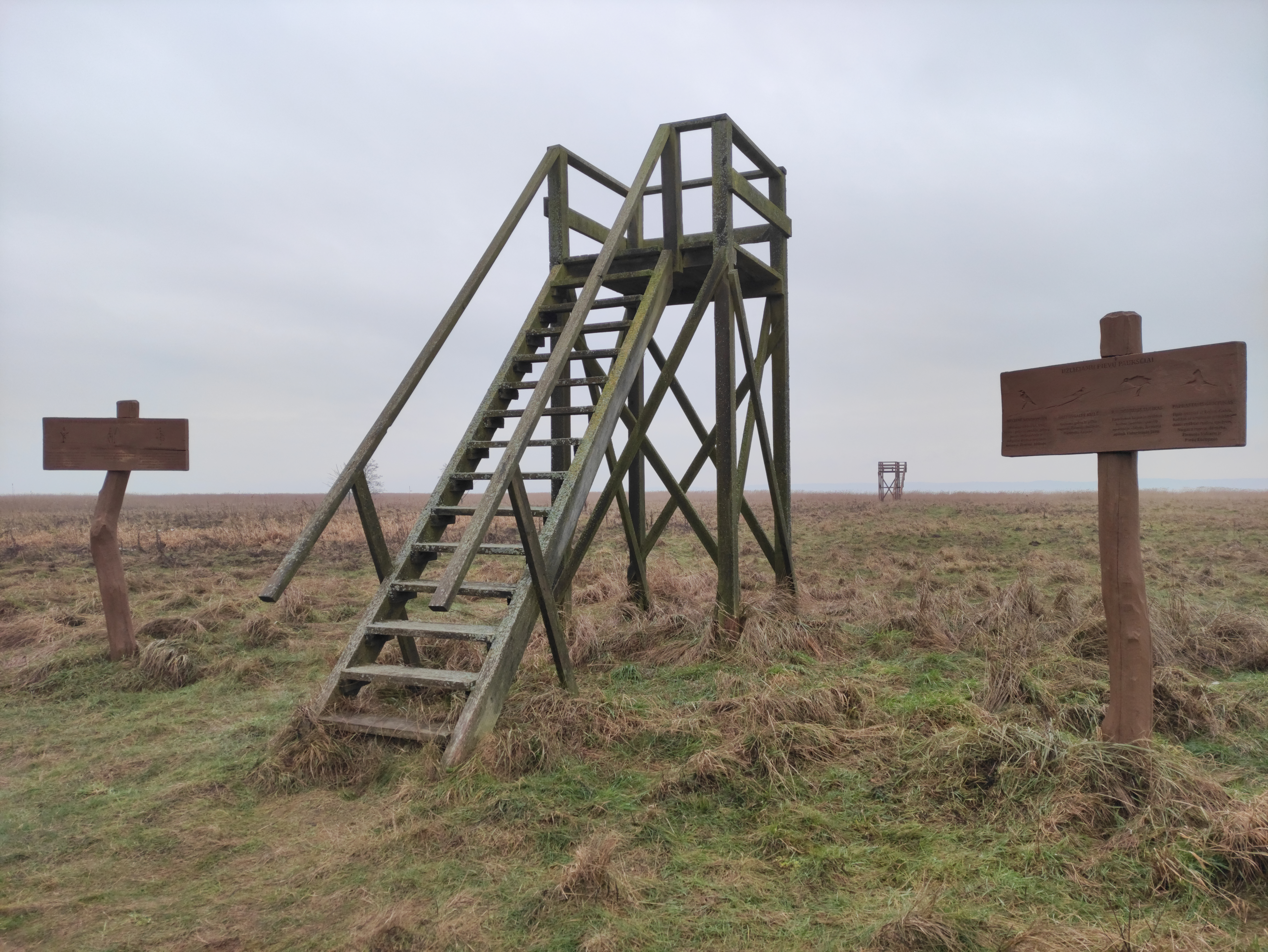
Pohled na obě rozhledny
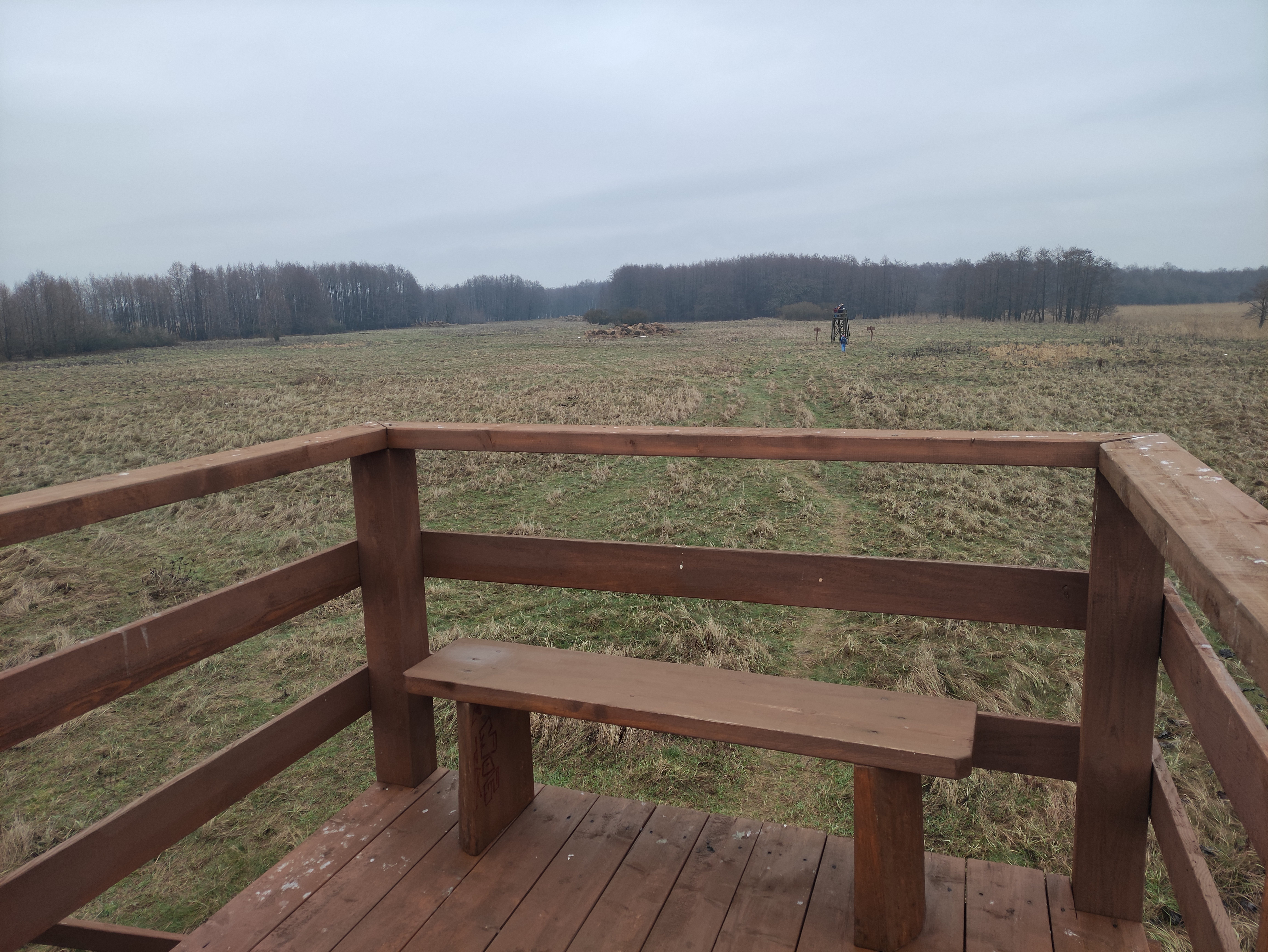
Výhled z plošiny rozhledny
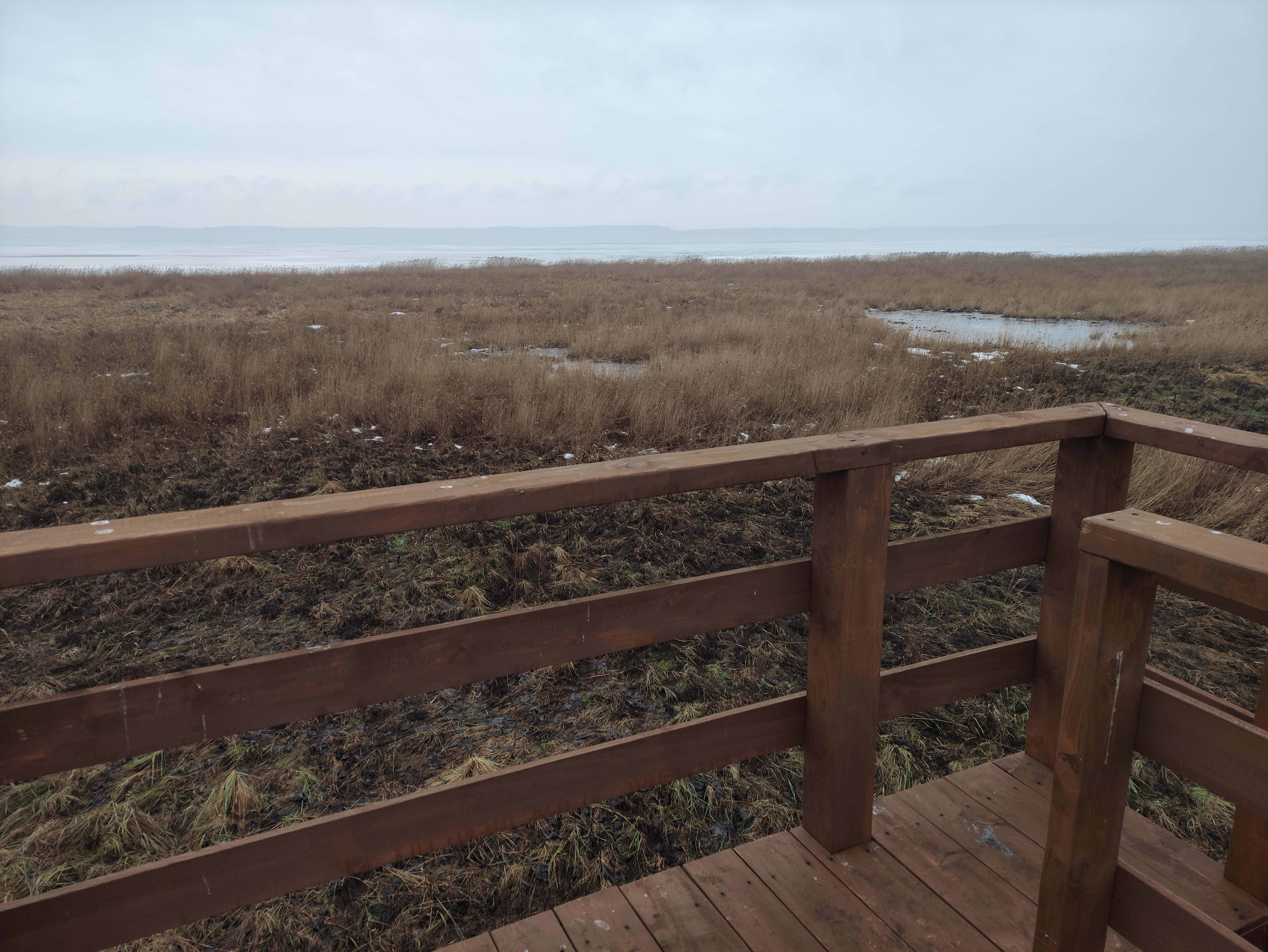
Výhled z plošiny rozhledny